# Federació Azerbaidjanesa de Bàsquet
La Federació Azerbaidjanesa de Bàsquet (ABF) (en àzeri: Azərbaycan Basketbol Federasiyası) és el cos governant del bàsquet a l'Azerbaidjan regeix les competicions de clubs i la Selecció nacional de l'Azerbaidjan. Va ser fundada el 1992 i està localitzada a Bakú. Pertany a la FIBA des de 1994 i a la ULEB des de 2000.